# Cibitoke (provins)
Cibitoke är en av Burundis 18 provinser. Huvudorten är Cibitoke. Provinsen har en yta på 1 635,52 km² och 460 435 invånare (folkräkningen 2008).
Landskapet präglas i öst av tropiska bergsskogar. I norr och väster dominerar grässavann med mindre skogar. Bland näringar märks odling av bomull, kaffe, bananer och jordnötter, samt tobaksindustri. Det finns fyndigheter av guld och olja.